# Reinhard Bonnke
Reinhard Bonnke était un évangéliste pentecôtiste allemand né le 19 avril 1940 à Königsberg et mort le 7 décembre 2019 à Orlando (Floride)
Il est surtout connu pour ses grandes campagnes d'évangélisation sur tout le continent africain.

## Biographie
Reinhard Bonnke naît le 19 avril 1940 à Königsberg en Allemagne d’un père pasteur pentecôtiste. Il « donna sa vie au Seigneur » à l'âge de neuf ans, et « reçut un appel » pour la mission en Afrique. Il étudia à l'école biblique du pays de Galles à Swansea. 

### Ministère
Il fut ensuite pasteur en Allemagne, durant sept ans, dans une église pentecôtiste de Hambourg. Il commença son œuvre missionnaire en Afrique en 1967 au Lesotho. Il l'élargit par la suite à tout le continent africain. Il organisa des réunions dans une tente qui pouvait recevoir 800 personnes. Mais comme les foules grandissaient, il fallut acheter une tente plus grande. En 1984, il donna l'ordre de construire une des plus grandes tentes mobiles qui existe au monde avec 34 000 places assises. Mais très rapidement, cette tente ne suffit plus.
En 1974, Reinhard Bonnke fonda l'association missionnaire « Christ pour toutes les nations (CfaN) » (Christ for all Nations) dont le siège se trouve à Francfort.
La mission de Reinhard Bonnke est caractérisée par ses campagnes (ou conférences) d'évangélisation massive retransmises à la télévision. Ses campagnes atteignent un public de plusieurs centaines de milliers de personnes et sont soutenues par les communautés chrétiennes locales,. Durant les 22 dernières années, plus de 120 millions de personnes ont participé aux campagnes d'évangélisation. Il est l’un des évangélistes les plus influents en Afrique.
Depuis seulement l'année 2000, plus de 50 millions de personnes se sont décidées pour Jésus Christ. Reinhard Bonnke est également connu pour ses conférences « Fire » qui ont déjà eu lieu dans de nombreux pays, partout dans le monde et dont l’objectif principal est de former des responsables et membres d’églises pour l’évangélisation.
Reinhard Bonnke exerce son activité avec un consentement formel à la foi chrétienne indépendamment du baptême, de l'entrée dans une église ou d'un mode de vie chrétien. Il croit fermement à la guérison des malades par action divine. C'est pourquoi ses campagnes se finissent souvent par des prières pour les malades.
Reinhard Bonnke est décédé le 7 décembre 2019. Il est décédé paisiblement, entouré de sa famille selon une déclaration signée par sa femme. Bonnke avait annoncé sur sa page Facebook officielle en novembre 2019 qu'il avait subi une opération du fémur et avait besoin de temps pour "réapprendre à marcher".

## Autobiographie
L'autobiographie de Bonnke, Living a Life of Fire est une collection d'histoires de sa vie, y compris des récits de son enfance durant la Seconde Guerre mondiale et de sa vie dans des camps de prisonniers jusqu'à ses premières années dans le ministère et comment il croyait que Dieu l'avait utilisé pour apporter l'Évangile du salut à l'Afrique.